# 赤倉トンネル

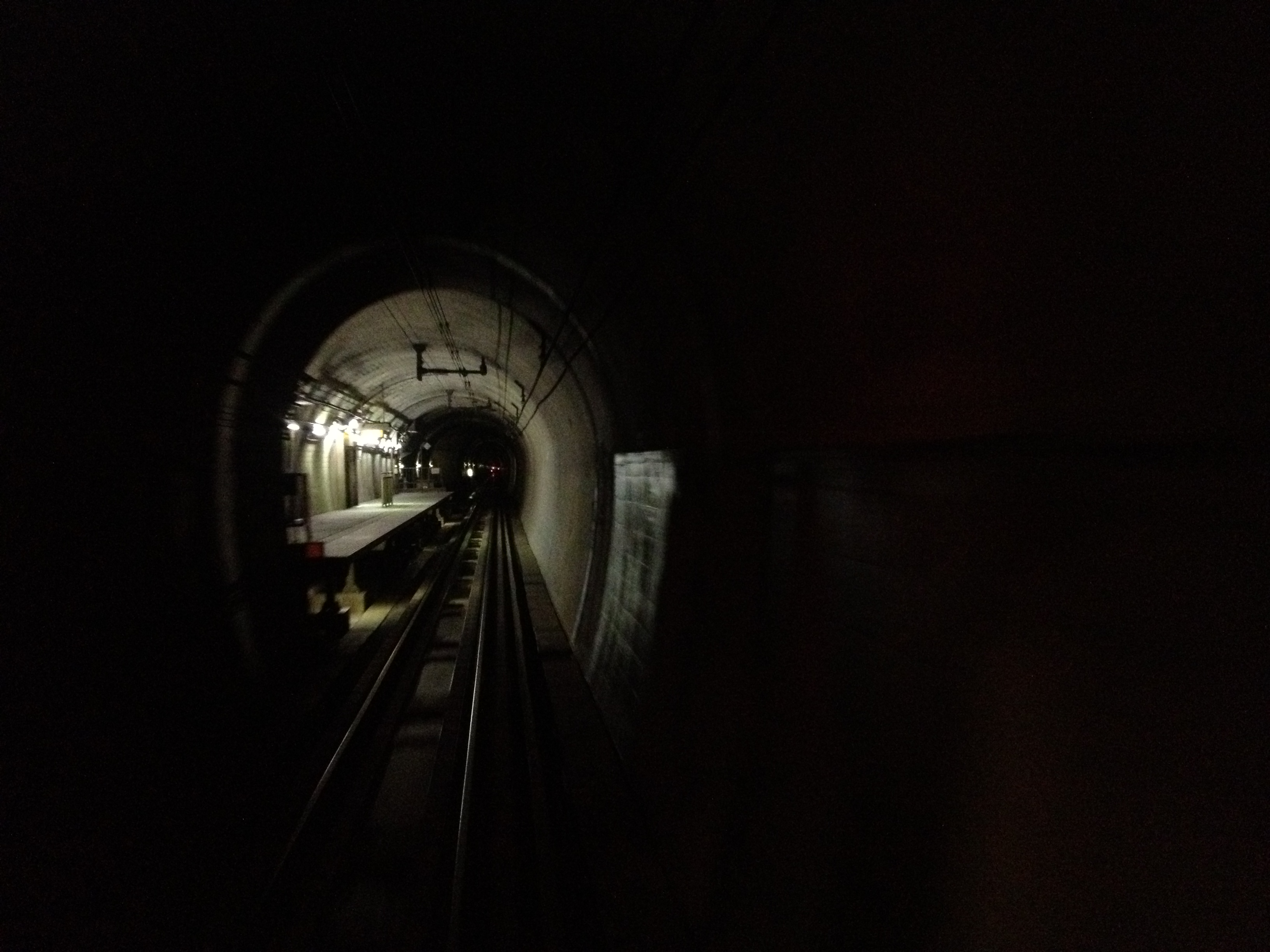
美佐島駅構内（2012年2月25日）

赤倉トンネル（あかくらトンネル）は、北越急行ほくほく線にある鉄道トンネルである。

## 概要
魚沼丘陵駅 - しんざ駅間の新潟県南魚沼市と十日町市の境界にある笠置山を貫くトンネルである。長さが1万472メートルあり、トンネルの中には赤倉信号場と美佐島駅が設置されている。
北越急行では最長のトンネルであり、トンネル途中で上越新幹線の塩沢トンネルと立体交差している。